# Plünderung Roms (455)

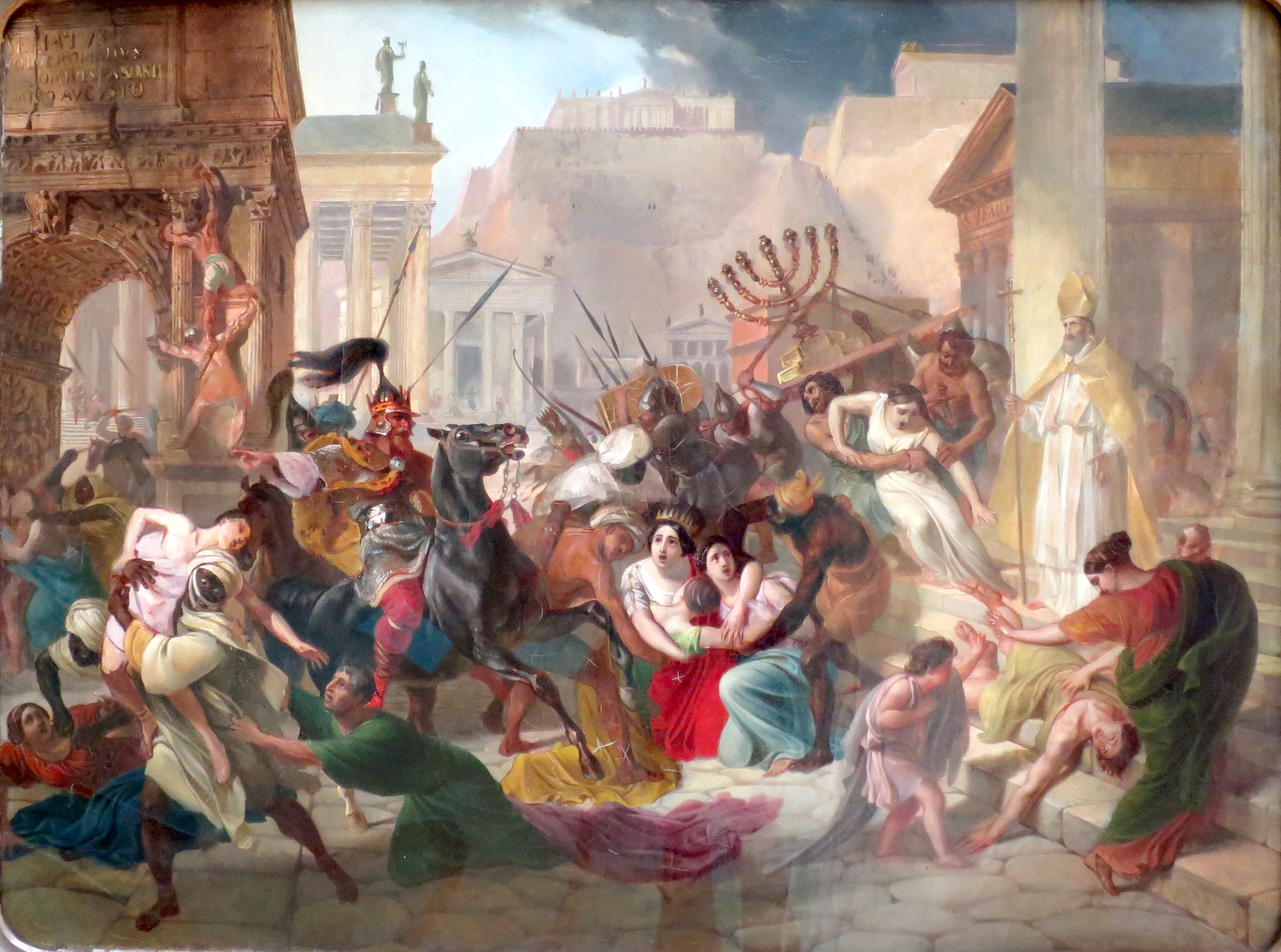
Die Vandalen unter Geiserich erobern und plündern Rom. (Fantasiedarstellung des 19. Jahrhunderts)

Die Plünderung Roms im Jahr 455 war nach der westgotischen Invasion Roms unter Alarich I. die zweite Plünderung der Hauptstadt des Römischen Reichs im Rahmen der Völkerwanderung. Sie erfolgte vom 2. bis 16. Juni 455 durch die Vandalen unter Geiserich, die dem weströmischen Usurpator Petronius Maximus den Krieg erklärt hatten.

## Vorgeschichte
Im Jahr 442 hatten der weströmische Kaiser Valentinian III. und Geiserich einen Friedensvertrag (foedus) geschlossen, mit dem das Vandalenreich in Africa als faktisch (aber nicht de iure) unabhängig vom Imperium Romanum anerkannt wurde. Der vandalische Kriegerverband trat damit nominell als foederati in kaiserliche Dienste und erhielt dafür die Erlaubnis, sich auf unbegrenzte Zeit aus den reichen nordafrikanischen Provinzen zu versorgen. Um ihre Allianz zu bestärken, verlobten die beiden Herrscher ihre Kinder Eudocia und Hunerich miteinander; wie viele andere spätrömische „Warlords“ strebte Geiserich danach, sich mit dem Kaiserhaus zu verschwägern. Sobald Eudocia alt genug sein würde, sollte geheiratet werden.
454 kam es zu Spannungen, als der mächtige Heermeister Flavius Aëtius durchsetzte, dass sein eigener Sohn mit Eudocia verlobt wurde. Bevor es zu einer Eheschließung kam, wurde Aëtius vom Kaiser eigenhändig erschlagen. Am 16. März 455 wurde dann aber Valentinian III. seinerseits in Rom von Gefolgsleuten des Aëtius ermordet.

## Die Usurpation des Petronius Maximus und der vandalische Angriff 455
Valentinians Nachfolger auf dem Thron, der Senator Petronius Maximus, zwang die Kaiserwitwe Licinia Eudoxia zur Ehe und verheiratete Eudocia mit seinem eigenen Sohn Palladius. Mit den Mördern Valentinians schloss der neue Kaiser öffentlich Freundschaft, und ihm wurde nachgesagt, sie zur Tat angestiftet zu haben.
Geiserich nahm die Usurpation des Maximus und den offenen Bruch des Vertrags von 442 zum Anlass, mit einer vandalischen Flotte Rom anzugreifen. Von Licinia Eudoxia berichtet die Überlieferung, sie habe die Vandalen herbeigerufen, um den Mord an Valentinian zu rächen und sich gegen Maximus zu wehren (Johannes Malalas 14,26). Ob dies zutrifft, ist in der Forschung umstritten. Nach der Landung der Vandalen in Portus versuchte jedenfalls Maximus, der offensichtlich keinen Rückhalt in der Bevölkerung genoss, aus Rom zu fliehen, und wurde dabei am 31. Mai 455 getötet. Die Quellen nennen entweder römische Zivilisten oder einen Legionär namens Ursus als Täter; Sidonius Apollinaris deutet überdies an, der Verrat eines Burgunden habe eine Rolle bei Maximus’ Tod gespielt.
Drei Tage später öffnete Rom den Vandalen die Tore. Geiserich gab die Stadt für 14 Tage zur Plünderung frei. Fest steht, dass die Vandalen immense Reichtümer aus Rom nach Karthago fortführten, darunter (angeblich) den Tempelschatz von Jerusalem, das vergoldete Dach des Jupitertempels auf dem Kapitol und zahlreiche Statuen; ferner offenbar auch die Insignien des weströmischen Kaisertums, die ornamenta palatii. Jedoch kam es, im Gegensatz zur Plünderung Roms 546 durch den Ostgoten Totila, offenbar nicht zu Verwüstungen größeren Ausmaßes. Papst Leo I. hatte den Vandalen versichert, dass es keinen Widerstand geben werde, damit Kampfhandlungen, Feuersbrünste und Vergewaltigungen vermieden würden. Die Herleitung des sprichwörtlichen Vandalismus aus blinder Zerstörungswut ist historisch gesehen somit unrichtig. Dem etwa 90 Jahre später verfassten Bericht des oströmischen Geschichtsschreibers Prokop zufolge soll aber mindestens eine Kirche Roms niedergebrannt sein.

## Folgen
Nach Victor von Vita und Johannes Malalas nahmen die Vandalen eine große Zahl angesehener Römer mit sich nach Africa. Denkbar ist, dass sich angesichts des innerrömischen Bürgerkrieges viele von ihnen freiwillig Geiserich anschlossen; die Quellen schweigen hierüber. Auch die Kaiserinwitwe Eudoxia wurde mit ihren beiden Töchtern Eudocia und Placidia nach Africa gebracht, wo sie mit allen Ehren empfangen wurden. Wenig später wurde Eudocia mit Hunerich verheiratet; ihr Sohn Hilderich wurde später rex der Vandalen.
In Italien gab es nun keinen Kaiser mehr, da Geiserich keinen eigenen Kandidaten hatte erheben lassen. Als allerdings wenig später Avitus, ein Freund und Gefolgsmann von Aëtius und Petronius Maximus, der im Auftrag des letzteren gerade ein Bündnis mit den Westgoten geschlossen hatte, in Gallien zum Kaiser ausgerufen wurde und anschließend nach Rom zog, begann Geiserich damit, im Gegenzug die Erhebung von Olybrius zum neuen Westkaiser zu fordern – dieser war der Ehemann der Placidia. Die Beziehungen zwischen den Vandalen und Italien blieben fortan feindselig; erst einige Jahre nach dem Scheitern des großen Vandalenfeldzugs von 468 kam es zu einem erneuten foedus zwischen Geiserich und dem Kaiser.